# Phlegetonia carnea
Phlegetonia carnea är en fjärilsart som beskrevs av W. Warren 1914. Phlegetonia carnea ingår i släktet Phlegetonia och familjen nattflyn. Inga underarter finns listade i Catalogue of Life.